# Lista de professores da Pontifícia Universidade Católica de São Paulo
Esta lista visa a reunir os professores e ex-professores notavéis da Pontifícia Universidade Católica de São Paulo (PUC-SP).

## Faculdade de Ciências Exatas e Tecnologia - FCET
- (Matemática) - Scipione di Pierro Netto[1]
- (Matemática) - Ubiratan D'Ambrosio[2]
- (Sistemas de Informação) - Demi Getschko[3]

## Faculdade de Ciências Humanas e da Saúde - FaCHS
- (Psicologia) - Ana Maria Poppovic[4]
- (Psicologia) - Maria do Carmo Guedes
- (Psicologia) - Renato Mezan[5]
- (Psicologia) - Suely Rolnik
- (Psicologia) - Zeljko Loparić[6]

## Faculdade de Ciências Sociais - FACSOC
- (Antropologia) - Carmen Junqueira
- (Geografia) - Aziz Ab'Saber[7]
- (Geografia) - Marcos Bernardino de Carvalho[8]
- (História) - István Jancsó
- (Sociologia) - Cândido Procópio Ferreira de Camargo[9]
- (Sociologia) - Florestan Fernandes[10]: ex-Deputado Federal por São Paulo.
- (Sociologia) - Heleieth Saffioti[11]
- (Sociologia) - Maurício Tragtenberg
- (Sociologia) - Octávio Ianni[12]
- (Ciências da Religião) - Luiz Felipe Pondé[13]
- (Relações Internacionais) - Oliveiros Ferreira

## Faculdade de Direito
- (Direito) - José Pedro Galvão de Sousa: Fundador a Faculdade Paulista de Direito.
- (Direito) - André Franco Montoro[14]: ex-Governador do Estado de São Paulo, ex-Senador por São Paulo, ex-Deputado Federal por São Paulo, ex-Ministro de Estado do Trabalho e ex-Deputado Estadual por São Paulo.
- (Direito) - Carvalho Pinto[15]: ex-Governador do Estado de São Paulo e ex-Ministro de Estado da Fazenda.
- (Direito) - Celso Antônio Bandeira de Mello: professor emérito da PUC-SP.[carece de fontes?]
- (Direito) - Cezar Peluso[16]: 54° Presidente do Supremo Tribunal Federal e ex-Ministro do Supremo Tribunal Federal.
- (Direito) - Dirceu de Mello[17]: ex-Reitor da PUC-SP, ex-Presidente do Tribunal de Justiça do Estado de São Paulo, Vice-Presidente do Tribunal de Justiça do Estado de São Paulo, ex-Presidente da Seção de Direito Criminal do Tribunal de Justiça do Estado de São Paulo, ex-Diretor da Faculdade de Direito da Pontifícia Universidade Católica de São Paulo.
- (Direito) - Edson Cosac Bortolai: ex-Procurador do município de São Paulo.
- (Direito) - Flávia Piovesan: Secretária Especial de Direitos Humanos, ex-comissionária da UN High Level Task Force na ONU e Procuradora do Estado de São Paulo.
- (Direito) - Gabriel Chalita[18]: Secretário municipal de Educação de São Paulo, ex-Secretário estadual de Educação de São Paulo, ex-Deputado Federal por São Paulo, ex-Vereador por São Paulo.
- (Direito) - Geraldo Ataliba: ex-Reitor da PUC-SP.
- (Direito) - Guilherme Nucci[19]: Desembargador do Tribunal de Justiça de São Paulo.
- (Direito) - José Eduardo Cardozo[20]: ex-Advogado-Geral da União, ex-Ministro de Estado da Justiça, ex-Ministro de Estado da Justiça e ex-Deputado Federal por São Paulo
- (Direito) - Michel Temer[21]: 37° Presidente da República do Brasil, 24° Vice-Presidente da República do Brasil, ex-Presidente da Câmara dos Deputados do Brasil (por 2 vezes), ex-Deputado Federal por São Paulo, ex- Secretário estadual da Segurança de São Paulo (por 2 vezes) e ex-Procurador do Estado de São Paulo.
- (Direito) - Oswaldo Aranha Bandeira de Mello: ex-Desembargador, ex-Diretor do Departamento Jurídico da Prefeitura de São Paulo e ex-Reitor da PUC-SP.
- (Direito) - Anna Emilia Cordelli Alves- Advogada - Ex Procuradora Geral do Município de Sao Paulo- Ex Secretaria dos Negócios Jurídicos da Prefeitura de SP- Diretora do IDEPE- Instituto Geraldo Ataliba

## Faculdade de Economia, Administração, Contábeis e Atuariais - FEA
- (Contábeis) - Jose Roberto Securato
- (Economia) - Antônio Kandir[22]: ex- Presidente do IPEA, ex-Ministro de Estado do Planejamento e ex-Deputado federal por São Paulo.
- (Economia) - Aloizio Mercadante[23]: ex-Ministro de Estado da Educação, ex-Ministro de Estado Chefe da Casa-Civil, ex-Ministro de Estado da Ciência, Tecnologia e Inovação, ex-Deputado Federal e ex-Senador da República por São Paulo.
- (Economia) - Celso Daniel[24]: ex-Prefeito de Santo André (por 2 vezes).
- (Economia) - Celso Furtado[25]: ex-Ministro de Estado do Planejamento, ex-Ministro de Estado da Cultura e ex-membro da Academia Brasileira de Letras.
- (Ciências Econômicas) - Eduardo Guardia: Ministro da Fazenda do Brasil. Foi Secretário-Executivo do Ministério da Fazenda (Gestão Henrique Meirelles), Secretário do Tesouro Nacional (Gestão Pedro Malan), Secretário da Fazenda do Estado de São Paulo (Governo Geraldo Alckmin) e Diretor Executivo de Produtos e Relações com Investidores da Bolsa de Valores de São Paulo.
- (Economia) - Guido Mantega[26]: ex-Ministro de Estado da Fazenda, ex-Ministro de Estado do Planejamento e ex-Presidente do BNDES.
- (Economia) - José Marcio Rebolho Rego[27]
- (Economia) - Paul Singer[28]: ex-Secretário nacional de Economia Solidária do Ministério do Trabalho e Emprego.
- (Economia) - Paulo Sandroni[29]
- (Economia/Administração) - Ladislau Dowbor[30]: ex-Secretário municipal de Negócios Extraordinários de São Paulo ex-consultor da ONU.

## Faculdade de Educação - FE
- (Educação) - Dermeval Saviani[31]
- (Educação) - Moacir Gadotti[32]
- (Educação) - Paulo Freire[33]: ex-Secretário municipal de Educação de São Paulo.
- (Educação) - Mario Sergio Cortella[34]: ex-Secretário municipal de Educação de São Paulo.

## Faculdade de Filosofia, Comunicação, Letras e Artes - FAFICLA
- (Artes) - Hélio Cícero
- (Comunicação) - Norval Baitello Júnior
- (Comunicação) - Arlindo Machado
- (Comunicação) - Haroldo de Campos
- (Comunicação) - Livio Tragtenberg
- (Comunicação) - Leda Tenório da Motta
- (Comunicação) - Lucia Santaella
- (Filosofia) - Leonardo Van Acker
- (Filosofia) - Bento Prado Jr.
- (Filosofia) - Jeanne Marie Gagnebin
- (Filosofia) - Peter Pál Pelbart
- (Jornalismo) - Aldo Quiroga: apresentador do Jornal da Cultura.
- (Jornalismo) - Gabriel Priolli
- (Jornalismo) - José Arbex Junior
- (Jornalismo) - Leonardo Sakamoto
- (Jornalismo) - Perseu Abramo
- (Letras) - Anna Maria Marques Cintra: Reitora da PUC-SP.
- (Letras) - Arlindo Veiga dos Santos
- (Letras) - Ernani Terra

## Faculdade de Teologia
- (Teologia) - Mario Sergio Cortella[34]: ex-Secretário municipal de Educação de São Paulo.
- (Teologia) - Rodolpho Perazzolo[35]: Procurador da Arquidiocese de São Paulo e Secretário-Executivo da Fundação São Paulo (FUNDASP).